# Dhuseni Siwalaya
Dhuseni Siwalaya (nep. धुसेनी शिवालय) – gaun wikas samiti w środkowej części Nepalu w strefie Bagmati w dystrykcie Kavrepalanchok. Według nepalskiego spisu powszechnego z 2001 roku liczył on 414 gospodarstw domowych i 2253 mieszkańców (1206 kobiet i 1047 mężczyzn).